# Cittaducale
Cittaducale – miejscowość i gmina we Włoszech, w regionie Lacjum, w prowincji Rieti.
Według danych na rok 2004 gminę zamieszkiwały 6412 osoby, 91,6 os./km².